# Leif Eriksson (labdarúgó)
Leif Eriksson (Köping, 1942. március 20. –)  svéd válogatott labdarúgó.

## Pályafutása

### A válogatottban
1962 és 1972 között 49 alkalommal szerepelt a svéd válogatottban és 12 gólt szerzett. Részt vett az 1970-es világbajnokságon.

## Sikerei, díjai
Djurgården
- Svéd bajnok (2): 1964, 1966